# Ngôn ngữ ký hiệu Mỹ
Ngôn ngữ ký hiệu Mỹ (ASL) là ngôn ngữ dấu hiệu chiếm ưu thế của cộng đồng người khiếm thính tại Hoa Kỳ và hầu hết tại Canada nói tiếng Anh. Ngoài Bắc Mỹ, các phương ngữ của ASL và Creoles dựa trên ASL được sử dụng ở nhiều nước trên thế giới, bao gồm nhiều của Tây Phi và các khu vực của khu vực Đông Nam Á. ASL cũng được học rộng rãi như một ngôn ngữ thứ hai, đóng vai trò là một ngôn ngữ chung. ASL có liên quan chặt chẽ nhất với Ngôn ngữ ký hiệu Pháp (LSF). Người ta đề xuất rằng ASL là một ngôn ngữ Creole, mặc dù ASL cho thấy tính năng điển hình của ngôn ngữ Creole, chẳng hạn như hình thái có chắp dính.
ASL có nguồn gốc từ những năm đầu thế kỷ 19 trong các trường học dành cho người điếc ở Mỹ ở Hartford, Connecticut, từ một tình huống tiếp xúc ngôn ngữ. Kể từ đó, việc sử dụng ASL đã được truyền bá rộng rãi thông qua các trường học cho các tổ chức cộng đồng người điếc và khiếm thính. Mặc dù có phạm vi sử dụng rộng rãi, người không có con số chính xác số người sử dụng ASL, mặc dù ước tính đáng tin cậy cho người sử dụng ASL Mỹ khoảng từ 250.000 đến 500.000 người, trong đó có một số người điếc trẻ em và người lớn. Những người dùng phải đối mặt với sự kỳ thị ASL do các niềm tin về ưu thế của ngôn ngữ nói so với ngôn ngữ ký hiệu, bị làm phức tạp bởi thực tế là ASL thường được che đậy bằng tiếng Anh do thiếu một hệ thống chữ viết chuẩn.
Các ký hiệu ASL có một số thành phần ngữ âm, bao gồm cả cử động của khuôn mặt và thân mình cũng như bàn tay. ASL không phải là một hình thức của kịch câm, nhưng tính hình tượng không đóng một vai trò lớn hơn trong ASL hơn trong ngôn ngữ nói. Các từ vay mượn tiếng Anh thường vay thông qua biểu đạt phát âm bằng động tác ngón tay, mặc dù ngữ pháp ASL không liên quan đến ngữ pháp tiếng Anh. ASL có thỏa thuận miệng và đánh dấu thể, và có một hệ thống hình thành các phân loại có chắp dính phong phú. Nhiều nhà ngôn ngữ học tin ASL là một ngôn ngữ chủ ngữ-động từ-bổ ngữ, nhưng có một số đề xuất thay thế, về trật tự từ của ASL.